# ابراهیم بن سلیمان جینینی
ابراهیم بن سلیمان جینینی/جنینی (۱۶۳۰–۱۶۹۶م) تاریخ‌نگار و فقیه حنفی فلسطینی در سدهٔ شانزدهم میلادی/یازدهم هجری بود. از اهالی جنین بود و در رمله نیز دانش آموخت. سپس در دمشق ساکن شد. آثار بسیاری نگاشت. آثار او را خیرالدین زرکلی در زمان خود، هنوز نسخه‌های خطی ذکر کرده است.